# Droid Incredible
HTC Droid Incredible (ADR6300) (còn được gọi là HTC Incredible) là một điện thoại thông minh do HTC Corporation sản xuất chạy hệ điều hành Android. Nó được phát hành vào ngày 29 tháng 4 năm 2010, và chỉ có mặt ở nhà mạng Verizon Wireless. Thiết bị này tương tự như Sprint HTC Evo 4G. Nó được kế nhiệm bởi HTC Incredible S và HTC ThunderBolt. Sau đó nó bị rút khỏi website của Verizon Wireless, và kết thúc vòng đời vào ngày 30 tháng 3 năm 2011.

## Hỗ trợ
Thiết bị hỗ trợ đầy đủ Adobe Flash Player 10.3.
Nó hỗ trợ các chuẩn âm thanh sau: AAC, AMR, OGG, M4A, MID, MP3, WAV và WMA; cùng các chuẩn video: 3GP, 3G2, MP4 và WMV.